# Сеад Кајтаз
Сеад Кајтаз (Мостар, 14. фебруар 1963) бивши je југословенски фудбалер.

## Каријера
Рођен је 14. фебруара 1963. године у Мостару. Завршио је средњу медицинску школу у Мостару. Прошао је пионирску, кадетску, јуниорску и омладинску фудбалску школу у Вележу, са 18 година постао је стандардни члан првог тима. Играо на десном крилу, заједно са Семиром Туцеом и центарфором Предрагом Јурићем, чинио је убојити нападачки трио. Кајтаз је одиграо једну од најбољих утакмица у финалу Купа маршала Тита 1986, када је Вележ победио Динамо из Загреба са 3:1.
У лето 1990. потписао је уговор са бундеслигашем Нирнбергом. Међутим, због повреде зглоба је окончао каријеру након само осам одиграних утакмица у Бундеслиги.
Одиграо је једну утакмицу за фудбалску репрезентацију Југославије: 19. маја 1986. против Белгије у Бриселу (победа 3:1).
Тренирао је једну нижеразредну екипу у Немачкој. По завршетку рата вратио се у Мостар и у свој матични клуб Вележ, где обавља дужности директора, спортског директора и тренера. Након неког времена се дистанцирао од фудбала.
Његова кћерка је Амина Кајтаз, позната пливачица и вишеструка рекордерка БиХ у различитим дисциплинама и категоријама.

## Успеси
- Вележ
  - Куп Југославије: 1986.